# Hauterive (Yonne)
Hauterive – miejscowość i gmina we Francji, w regionie Burgundia-Franche-Comté, w departamencie Yonne.
Według danych na rok 1990 gminę zamieszkiwało 300 osób, a gęstość zaludnienia wynosiła 31 osób/km² (wśród 2044 gmin Burgundii Hauterive plasuje się na 614. miejscu pod względem liczby ludności, natomiast pod względem powierzchni na miejscu 951.).